# Ghiacciaio Zlatiya
Il ghiacciaio Zlatiya è un ghiacciaio lungo circa 6,7 km e largo 3, situato sull'isola Brabant, una delle isole dell'arcipelago Palmer, al largo della costa nord-occidentale della Terra di Graham, in Antartide. In particolare, il ghiacciaio, sito a nord del ghiacciaio Rush e a ovest della parte superiore del ghiacciaio Hippocrates, fluisce in direzione ovest-sud-ovest a partire dal passo Alozure,  scorrendo tra il monte Sarnegor e il bastione Veles, fino a entrare nella baia di Dallmann, poco a sud di punta Fleming.

## Storia
Il ghiacciaio Zlatiya è stato così battezzato dalla Commissione bulgara per i toponimi antartici in onore dei villaggi di Zlatiya, situati nella Bulgaria nord-occidentale e in quella nord-orientale.